# Barnwell St Andrew
Barnwell St Andrew var en civil parish fram till 1935 när blev den en del av Barnwell, i grevskapet Northamptonshire, i England. Civil parish var belägen 8 km från Thrapston och hade 201 invånare år 1931.